# Stade Olympique Millau Football
Ne doit pas être confondu avec Stade olympique millavois rugby Aveyron.
Le Stade Olympique MillauFootball est un club de football français basé à Millau.
Le club évolue actuellement en championnat Régional 3 de la Ligue de Football d’Occitanie. 

## Histoire
Après avoir évolué dans les championnats régionaux, le SO Millau évolue lors de la saison 79-80 en Division 3.

## Palmarès
- Trois saisons au niveau national de 1978 à 1981 dont une saison en Division 3 et deux saisons en Division 4
- Champion de Division 4 (groupe G) en 1979
- 32e de finale de la Coupe de France contre l'AC Ajaccio perdu 1 but à 0 lors de la saison 2001-2002.